# Love bombing

Sebbene possa essere utilizzato per scopi sia positivi che negativi, il love bombing è considerato una possibile fase di un ciclo dell'abuso.

Il love bombing è un tentativo di influenzare una persona attraverso manifestazioni di attenzione e affetto. Può essere utilizzato in diversi modi e per scopi sia positivi che negativi. Alcuni psicologi hanno identificato il love bombing come possibile elemento di un ciclo dell'abuso e hanno messo in guardia contro di esso. 
È stato anche descritto come una forma di manipolazione psicologica al fine di creare un senso di unità all'interno di un gruppo contrapposto a una società percepita come ostile.
Nel 2011, lo psicologo clinico Oliver James ha presentato il love bombing nel suo libro Love Bombing: Reset Your Child's Emotional Thermostat, come metodo per i genitori per affrontare i problemi emotivi nei loro figli.

## Definizione e analisi
L'espressione "love bombing" è stata coniata da membri della Chiesa dell'Unificazione degli Stati Uniti negli anni settanta ed è stata utilizzata anche dai membri di The Family International (precedentemente nota come Bambini di Dio). La psicologa Margaret Singer ha trattato il concetto. Nel suo libro del 1996, Cults in Our Midst: The Hidden Menace in Our Everyday Lives, scrive:
(Margaret Singer, Cults in Our Midst: The Hidden Menace in Our Everyday Lives)

## Relazioni abusive
I moderni social media possono intensificare l'effetto del love bombing poiché permettono a chi mette in atto il love bombing di mantenere un contatto e una comunicazione quasi costanti con la vittima. Uno dei segnali di love bombing all'inizio di una relazione è un'intensa attenzione in un breve lasso di tempo e la pressione per un rapido sviluppo della relazione.
Lo psichiatra Dale Archer identifica le fasi del love bombing con l'acronimo IDD: "Intense Idealization, Devaluation, Discard (Repeat)" (Idealizzazione intensa, Svalutazione, Abbandono (Ripetere)" e il processo per riconoscere questo schema comportamentale con l'acronimo SLL: "Stop, Look, and Listen" (Fermati, Osserva e Ascolta). Dopo aver riconosciuto questo comportamento, interrompere il contatto con la persona che mette in atto il love bombing può diventare più fattibile anche cercando il supporto di familiari e amici.
Un altro segnale di love bombing consiste nell'essere intensamente ricoperti di affetto, regali e promesse per il futuro da parte della persona che mette in atto questa pratica, in modo che la vittima senta o sia indotta a credere che tutto questo sia un segno di "amore a prima vista". Poiché tali manifestazioni di affetto e approvazione possono rispondere a bisogni emotivi percepiti e non sembrare dannose in superficie, l'eccitazione derivante da una nuova relazione spesso non viene considerata un motivo di allarme.
Tuttavia, dopo l'entusiasmo iniziale, se la vittima mostra interesse o attenzione per qualcosa al di fuori del proprio partner, il manipolatore può manifestare rabbia, comportamento passivo-aggressivi, o accusare la vittima di egoismo. Se la vittima non acconsente alle richieste, inizia la fase di svalutazione: l'affetto non viene più concesso, i rinforzi positivi cessano e la persona punisce la vittima con urla, rimproveri, manipolazioni psicologiche, trattamento del silenzio o, in alcuni casi, abusi fisici.
L'espressione è stata utilizzata per descrivere le tattiche impiegate da papponi e dai membri delle gang per controllare le loro vittime.

## Eventi benigni
Un'attenzione e un affetto eccessivi non costituiscono love bombing se non c'è l'intenzione o un comportamento abusivo ripetuto. Archer spiega:
Lo scrittore e psicologo britannico Oliver James ha proposto il love bombing come tecnica per aiutare i figli in difficoltà. Lo ha descritto come "dedicare del tempo al bambino, viziarlo e ricoprirlo di affetto e, entro limiti ragionevoli, soddisfare ogni suo desiderio. Nel 2011, Heidi Scrimgeour, giornalista del Daily Express, ha utilizzato la tecnica con suo figlio e ha descritto: